# Тип 79 (танк)
Tип 79 (Type 69-III, заводское обозначение — WZ-121D, неофициальное название Китайский тигр) — улучшенный вариант танка Type 69-II.

## История
Так как Туре 69 со временем перестал соответствовать требованиям военных, в 1981 году китайские конструкторы принялись активно разрабатывать новый танк на базе Тип-69, с некоторыми усовершенствованиями. В ходе проектирования активно использовали помощь западных компаний, стараясь внедрить новейшие для тех времён технологии. В 1983 году создали два опытных образца, а впервые Тип-79 показали публике в октябре 1984 года на параде в честь 35-летия образования КНР.
Тип-79 не сильно отличался от его предшественника — Тип 69, основные изменения касались вооружения. Он оснащался новой 105-мм пушкой Royal Ordnance L7, оснащенной эжектором и теплозащитным кожухом. Пушка оснащена двухплоскостным стабилизаторам. Заряжание ручное. В боекомплект входят унитарные выстрелы со снарядами различных типов. Все типы выстрелов производятся в Китае по лицензии. Были разработаны выстрелы с частично сгорающими гильзами.

## Операторы
- Китай

## Технические характеристики
Тактико технические характеристики танка Тип-79
Компоновочная схема — классическая.
Годы эксплуатации — с 1984.
Боевая масса, т — 37,5.
Экипаж, чел — 4.
Основные размеры, мм:
- длина с пушкой вперед — 9220.
- длина по корпусу — 6325.
- ширина — 3270.
- высота полная — 2807.
- высота по крыше башни — 2400.
- клиренс — 480.

Удельное давление на грунт, кг/см2 — 0,85.
Бронирование, мм:
- лоб корпуса — 97.
- борт корпуса — 20…79.
- лоб башни — 200.
- борт башни — 150.
- крыша — 20.

Вооружение (боекомплект, выстр.):
- 105-мм нарезная пушка Туре 83 — 1 (лицензионная копия английской Royal Ordnance L7).
- 7,62-мм пулемёт Туре 59-Т — 1 (3000).
- 12,7-мм зенитный пулемёт Туре 54 — 1 (500).

Стабилизация вооружения — двухплоскостная.
Механизм заряжания — ручной.
Подвижность:
- тип и марка двигателя — дизельный «12150L7BW».
- количество цилиндров (их расположение) — 12 (V-образное).
- максимальная мощность, Л. с. — 580.
- удельная мощность, л. с./т — 15,47.
- максимальная скорость, км/ч — 50.
- запас хода, км — 400.

Преодолеваемые препятствия:
- ров, м — 2,7.
- стенка, м — 0,8.
- брод, м — 1,4[2]